# محمد اليافعي
محمد اليافعي (بالإنجليزية: Mohammed Al-Yafaee)‏ (و. 1984  م) هو عداء المسافات المتوسطة يمني، شارك في الألعاب الأولمبية الصيفية 2008.

## روابط خارجية
- محمد اليافعي على موقع الاتحاد الدولي لألعاب القوى (الإنجليزية)
- محمد اليافعي على موقع أوليمبيديا (الإنجليزية)